# Christian Braw
Lars Christian Braw, född den 26 juli 1948 i Härnösands församling i Västernorrlands län, är en svensk präst, teolog och författare. Han har varit skönlitterärt verksam under pseudonymen F. J. Nordstedt.

## Biografi
Han är son till redaktionschefen på tidningen Kvällsposten Lars Braw och journalisten "Kaj" Braw, född Sidén, kåsör på Sydsvenska Dagbladet, samt är bror till författaren Monica Braw. Braw växte upp i ett ateistiskt hem och hans omvändelse skedde vid en kväkargudstjänst.
Han avlade studentexamen vid Malmö latinskola 1967, filosofie kandidatexamen 1970 och teologie kandidatexamen vid Lunds universitet 1971. Han företog en studieresa i Orienten 1970 och bedrev även studier i Jerusalem 1972. Efter examen prästvigdes han i Växjö 1971. Han hade prästtjänst i Tingsryd och Halltorp 1972–1980 och utnämndes 1985 till komminister i Slätthög. Efter 28 år i Slätthög blev Braw emeritus 1 september 2013.   År 1985 disputerade han i Lund på en avhandling om 1600-talsteologen Johann Arndt. År 1994 utnämndes han till docent vid Åbo Akademi. 
Braw är reservofficer i armén med kaptens grad. Han har skrivit böcker om ledarskap och föreläst vid Estlands militärakademi.
Han är sedan 1972 gift med musikdirektören Karin Braw, född Imberg, och är bosatt i Kosta i Lessebo kommun. Makarna har sju barn, däribland dottern Elisabeth Braw (född 1973) och sonen Daniel Braw (född 1981).

## Författarskap
Vid sidan av sitt församlingsarbete har Braw varit en produktiv skribent. Han har utgivit ett stort antal romaner och essäsamlingar samt psalmboken Vårvintersång med över 400 nummer. Han är en flitig debattör i svensk dagspress och återkommande medarbetare på bland annat Svenska Dagbladets kultursida. Hans tidiga skönlitterära författarskap skedde under pseudonymen F.J. Nordstedt. Han har i Barometern kallats "en av Svenska kyrkans få kulturpersonligheter".
Braw har ofta behandlat frågor som förlorarnas roll och villkor, moralisk resning under olika former av press, liksom rationalismens tendens att förkrympa tillvaron. Teologiskt har han, skenbart motsägelsefullt, en både pietistisk och högkyrklig inriktning. Politiskt representerar han kulturkonservatism.

## Böcker
| Pseudonymen F.J. Nordstedt - Resa i tjänsten, 1969 - Revolutionen i Sattland. Bakgrund och förlopp, 1971 - Caporetto, 1972 - En syrisk saga, 1973 - Den döde, 1974 - Sehnsucht, 1976 - Sauerhof, 1978 - Marienwald, 1981 Under eget namn - Till minnet, 1991 (finsk översättning 1993) - Släktresan, 2002 - Vid tidens hjärta, 2002 - Skuggan, Kriminalroman, 2004 - Där utanför. Dubbelroman efter 11 september, 2008 - Herrens bud, 1975 - Bücher im Staube. Die Theologie Johann Arndts in ihrem Verhältnis zur Mystik (Studies in medieval and reformation thought 39). Doktorsavhandling, 1985 - Folket och folkkyrkan, 1989 - Kristus i mitt hjärta. Mystikens arv hos Martin Luther, 1991 - Quislings tro, 1992 - Nåden och världen, 1993 - Tro på Wasa tid, 1993 | - Åter till Gud. Trons mönster hos Augustinus, 1994 - Mystikens arv hos Martin Luther, 1999 - Förnuft och uppenbarelse. En berättelse om aristoteliskt tänkande i teologin, 2007 - Den stora förvandlingen, 2001 - Den stora vändningen, 2008 - Låt oss be. Böner för vår församling, 1991 (även dansk övers.) Himmelrikets skrin 2013 Sursum Corda 2009 - Erfarenhetsbaserat ledarskap, 1990 - Bättre människa – bättre chef - Att leda – människor, 1997 - Ledare och chef, 2001 - I kampen. Essäer av F J Nordstedt, 1980 - Kulturkampen. Essäer av F J Nordstedt, 1983 - I Sverige. Essayer av F. J. Nordstedt - I världen. Essayer, 1990 - Söka förstå. Tankar och gestalter, 1994 - I tiden. Essayer och samtal, 1995 - Längs vägen. Studie och essäer, 1999 - Ljusets barn och mörkrets gäst, 2006 - Vänner med ord. 66 författarporträtt, 2008 - En vidgad värld: essayer och uppsatser, 2022 - Baltiska sånger, 1992 - Vårvintersång, psalmer, 1994 |

## Psalmtexter, urval urVårvintersång
| - Den största klippa i älvens fåra - Din skönhet som i vintern bor - Ett eldprov skall ni genomgå - Herre, gör det verket färdigt - Herre, lär oss troget vänta | - Inför Gud är jag rättfärdig - Lär mig, Gud, i tro att göra - Minns du hur den lame bars av fyra män - Var inte rädd, du lilla hjord |

## Priser och utmärkelser
- Wallquistpriset från Smålands akademi 2000
- Hedersledamot i studentföreningen Heimdal (Uppsala)